# Pandemija COVID-19
Pandemija COVID-19, poznata kao i pandemija koronavirusa, bila je pandemija nove bolesti dišnih puteva COVID-19 (engl. Coronavirus Disease 2019). Bolest se prvi put pojavila krajem prosinca 2019. u megagradu Wuhanu u kineskoj provinciji Hubei. U siječnju 2020. razvila se u epidemiju u NR Kini i proširila diljem svijeta. Potaknuo ju je do tada nepoznati virus iz porodice koronavirusa SARS-CoV-2. 
Kako bi spriječila širenje u zemljama bez učinkovitih zdravstvenih mjera, Svjetska zdravstvena organizacija (SZO) proglasila je međunarodnu hitnu situaciju 30. siječnja 2020. Već 9. veljače 2020. broj registriranih smrtnih slučajeva premašio je ukupan broj umrlih u pandemiji SARS 2002./2003.  Izvještaj SZO od 26. veljače 2020. prvi put je prijavio više novih infekcija van Kine nego u njoj. Od 28. veljače 2020. SZO je u svojim izvješćima ocijenila rizik vrlo visokim na globalnoj razini, u odnosu na prethodni visoki. Dana 11. ožujka 2020. godine, SZO je službeno proglasila prethodnu epidemiju pandemijom, prvu nakon pandemije svinjske gripe 2009.
Do lipnja 2020. godine pogođeno je 213 zemalja ili teritorija. Prva smrt izvan Kine dogodila se 2. veljače 2020. na Filipinima. Prvu smrt izvan Azije prijavila je 15. veljače 2020. Francuska, radilo se o osobi koja je doputovala iz Kine. Prva dva Europljana koji su umrli od COVID-19 prijavljeni su iz Italije 23. veljače 2020. Dana 7. ožujka 2020. godine, SZO je prvi put prijavila 101 927 osoba, od čega preko 100 000 zaraženih, a 3 486 mrtvih. Više od milijun slučajeva zabilježeno je 3. travnja 2020. 
Prema stanju od 4. lipnja 2022. u svijetu je potvrđeno 534 854 618 zaraženih od COVID-19, od koji se 505 640 031 oporavilo, a 6 319 308 umrlo.
Prvi slučaj zaraze virusom SARS-CoV-2 u Hrvatskoj potvrđen je 25. veljače 2020. Do 11. svibnja 2023. u Republici je Hrvatskoj na koronavirus testirano 4 770 929 ljudi, potvrđeno zaraženih bilo je 1 273 256, a 18 213 osoba od zaraze je preminulo.
Od pacijenata koji pokazuju simptome, u 80 % oni su blagi do umjereni, a uključuju suhi kašalj, povišenu temperaturu, glavobolju i osjećaj umora, a nešto rjeđe i privremeni gubitak osjeta njuha. Petina pacijenata koji pokazuju simptome zahtijevat će medicinsku njegu; u toj grupi, nešto manje od trećine dolazi u stanje koje može izazvati teške tjelesne posljedice ili čak smrt.
Primijećeno je da rizik od smrti nakon infekcije virusom jako ovisi o dobi bolesnika, drugim bolestima (komorbiditetima) i cijepljenosti, a postoji i razlika vezana uz spol. Istraživanje na necijepljenim osobama iz prosinca 2020. pokazalo je da će bolest završiti smrtnim ishodom za 15 % oboljelih u dobi od 85 godina, oko 5 % u dobi od 75 godina, 1,5 % za one sa 65 godina, 0,4 % za pedesetpetogodišnjake, ali će biti ispod 0,01 % za sve mlađe od 25.
Krajem 2020. diljem svijeta započelo je masovno cijepljenje s nekoliko vrsta cjepiva razvijenih za SARS-CoV-2. Iako je za mnoga od njih dokazana učinkovitost u sprječavanju težih oblika bolesti veća od 90 %, procijepljenost se, zbog različitih zdravstvenih politika, informiranosti i dezinformiranosti stanovništva (SZO upozorava na infodemiju povezanu s COVID-19) razlikuje čak i među državama koje su svim svojim građanima omogućile besplatno cijepljenje: na istoku Europe ona se u proljeće 2022. kreće od 30 do 50 %, u Hrvatskoj je barem jednu dozu dobilo oko 55 % stanovništva, u cijeloj Europskoj uniji i Sjedinjenim Američkim Državama ona je na oko 75 %, a u zemljama poput Ujedinjenih Arapskih Emirata, Kube, Čilea, Singapura, Kine i Kanade prelazi 90 %.
Od samog početka pandemije uočavalo se da među zaraženima koronavirusom ima znatan udio asimptomatskih slučajeva, to jest takvih gdje pacijentov imunosni sustav savlada infekciju bez vidljivih znakova oboljenja. Američki Centri za kontrolu i prevenciju bolesti u svibnju 2020. godine procjenjuju broj takvih slučajeva na 35 posto, da bi u srpnju tu procjenu povećali na 40 posto. Metastudija iz 2021. potvrđuje tu procjenu, a broj asimptomatskih slučajeva u općoj populaciji stavlja na 0,25 %. Nije sasvim jasno može li se zaraza širiti preko asimptomatskih slučajeva zaraze virusom.Svjetska zdravstvena organizacija u srpnju 2020. godine objavljuje da takvi slučajevi prijenosa postoje, ali da su vrlo rijetki. Hrvatski zavod za javno zdravstvo u srpnju 2020. objavljuje da oboljela osoba može izlučivati virus i više od 14 dana, no u blažim oblicima bolesti virus se nalazi u sluznici respiracijskog trakta do osam dana nakon infekcije. Zaraznost se smanjuje s vremenom od pojave simptoma, a neka početna istraživanja nisu pronašla virus sposoban za reprodukciju u gornjim dišnim putevima nakon drugog tjedna bolesti.

## Podrijetlo epidemije
Prvi slučaj vjerojatno nastaje prenošenjem virusa sa životinje na čovjeka, što je vjerojatno bio šišmiš s tržnice u Wuhanu. U privremenom dokumentu objavljenom 23. siječnja o prvim rezultatima sekvenciranja genoma virusa, članovi Instituta za virologiju u Wuhanu, sveučilišta Kineske akademije znanosti i centra za kontrolu i prevenciju bolesti u pokrajini Hubei pokazuju da je genom virusa 2019-nCoV 96 % identičan koronavirusu kod šišmiša.
Li Wenliang bio je kineski oftalmolog koji je kod pacijenata već u prosincu 2019. primijetio simptome slične SARS-u. Svoje znanje dijelio je s kolegama na društvenoj mreži WeChat, a onda su se informacije počele širiti internetom. Tada ga je komunistička vlast Narodne Republike Kine optužila za širenje lažnih vijesti. Bio je prisiljen potpisati dokument u kojem stoji da su izvještaji koje je objavio „ozbiljno narušili društveni poredak“ i obećao da će to prestati raditi. Preminuo je 7. veljače 2020. godine. Uzrok njegove smrti je bio koronavirus.

## Kronologija
Kronologija pandemije u članku Goranka Fižulića – Analiza: pandemija će trajno prestati kada se zarazi bar 70 % ljudi ili se izumi cjepivo. Što Europa danas može učiniti Telegram.hr, 17. ožujka 2020.

Dana 31. prosinca 2019. kineske vlasti su objavile da je zabilježeno grupiranje oboljelih od upale pluća u gradu Wuhan, u proviniciji Hubei. Oboljeli su razvili simptome povišene temperature, kašlja i otežanog disanja s pozitivnim nalazom na plućima, dokazanim radiološkom pretragom. Prvi slučajevi oboljelih zabilježeni su početkom prosinca, a epidemiološki su bili povezani s boravkom na gradskoj tržnici Huanan Seafood Wholesale Market, veleprodajnom tržnicom morskih i drugih živih životinja. 7. siječnja 2020. kineske su zdravstvene vlasti službeno priopćile otkriće novog koronavirusa povezanog sa slučajevima virusne upale pluća u Wuhanu. Radi suzbijanja i sprječavanja širenja epidemije, kineske su vlasti, uz zatvaranje spomenute tržnice poduzele niz mjera, uključujući uvođenje karantene u Wuhanu i drugim gradovima Kine, ograničavanje međunarodnog zračnog prijevoza, ali i onog unutar same Kine, kao i restrikciju drugih oblika javnog transporta te provođenje mjera masovne dezinfekcije javnih površina i prostora. Unatoč tome epidemija se brzo proširila i na druge kineske pokrajine, ali i izvan Kine. 30. siječnja 2020. Svjetska zdravstvena organizacija proglasila je epidemiju koronavirusa javnozdravstvenom prijetnjom od međunarodnog značaja zbog brzine širenja epidemije i velikog broja nepoznanica s njom u vezi.
Dana 11. veljače 2020. Svjetska zdravstvena organizacija je bolest uzrokovanu novim koronavirusom nazvala koronavirusna bolest 2019, kratica COVID-19 (eng. Coronavirus disease 2019). 25. veljače 2020. Zabilježen prvi slučaj koronavirusa u Hrvatskoj. 28. veljače 2020. Svjetska zdravstvena organizacija (WHO) podigla globalni rizik vezan uz koronavirus na vrlo visok. 2. ožujka 2020. Europska unija je podigla rizik od koronavirusa s umjerenog na visoki. 4. ožujka 2020. Italija poduzima nove mjere protiv širenja koronavirusa; ograničenja sportskih natjecanja, nastavnih aktivnosti, školskih putovanja, rada trgovačkih centara i dr. 5. ožujka 2020. zabilježeni su prvi slučajevi zaraze koronavirusom u Sloveniji i Mađarskoj. 8. ožujka 2020. Italija je ograničila ulazak i izlazak u područja u sjevernoj Italiji. Javni događaji su otkazani i uveden je niz novih mjera za ograničavanje širenja koronavirusa. Slovenija je ograničila javna okupljanja. 11. ožujka 2020. WHO je proglasio globalnu pandemiju zbog koronavirusa. Čelnik Svjetske zdravstvene organizacije Tedros Adhanom Ghebreyesus upozorio je trebalo 67 dana da virus zarazi prvih 100 000 ljudi, 11 dana za drugih 100 000, dok su za treću trećinu bila potrebna samo četiri dana. Zaključak je da se virus prebrzo širi i da su se oštre mjere trebale i ranije uvesti. 3. travnja 2020., broj zaraženih koronavirusom u svijetu premašio je milijun, umrlo je više od 53 000 ljudi, a više od 200 000 je ozdravilo.

## Simptomi
Oni inficirani mogu biti asimptomatski ili razviti simptome poput vrućice, kašlja, umora, nedostatka daha ili bolova u mišićima. Pregled 55.924 laboratorijski potvrđenih slučajeva u Kini, pokazao je sljedeće tipične znakove i simptome: vrućica (87,9 % slučajeva), suh kašalj (67,7 %), umor (38,1 %), stvaranje ispljuvaka (33,4 %), kratkoća daha (18,6 %), grlobolja (13,9 %), glavobolja (13,6 %), bolovi u mišićima ili bol u zglobovima (14,8 %), zimica (11,4 %), mučnina ili povraćanje (5,0 %), nazalna kongestija (4,8 %), proljev (3,7 %), hemoptiza (0,9 %) i zagušenje konjunktiva (0,8 %).
Dalji razvoj može dovesti do teške upale pluća, sindroma akutnog respiratornog distresa, sepse, septičkog šoka i smrti. Neki od zaraženih mogu biti asimptomatski, vraćaju se rezultati ispitivanja koji potvrđuju infekciju, ali ne pokazuju kliničke simptome, pa su istraživači izdali savjet da osobe koje su u bliskom kontaktu s potvrđenim zaraženim pacijentima moraju biti pažljivo nadgledane i pregledane kako bi se isključila infekcija.
Vrijeme inkubacije (vrijeme između infekcije i pojave simptoma) kreće se od jednog do 14 dana, iako je najčešće pet dana. Međutim, prijavljeno je da jedan slučaj imao period inkubacije od 27 dana.

## Prijenos
Bolest se može prenijeti s čovjeka na čovjeka putem malih kapljica iz nosa ili usta koja se šire kada osoba s COVID-19 kašlje ili kiše. Te kapljice se spuštaju na objekte i površine oko osobe. Drugi ljudi mogu dobiti COVID-19 tako što će rukama doticati te objekte i površine, a potom doticati svoje oči, nos ili usta. Ljudi se također mogu zaraziti u slučaju da udahnu kapljice koje zaražena osoba koja ima COVID-19 izbacuje prilikom kašljanja ili kihanja. Zato je važno biti više od jednog metra udaljen od osobe koja je bolesna.
Rukovanje se smatra bliskim kontaktom za širenje bolesti koje se prenose kapljičnim putem, te se zbog toga preporučuje da se ljudi što manje rukuju, jer se time smanjuje rizik potencijalnog prijenosa bolesti koje uzrokuje novi koronavirus (COVID-19) i drugih bolesti koje se prenose tim putem.

## Virologija
Mnogi rani slučajevi bili su povezani s velikom pijacom morskih plodova i životinja u Wuhanu. Smatra se da virus ima životinjsko porijeklo. Redanjem genetskih sekvenci ovog virusa i drugih uzoraka virusa pokazala su sličnost sa SARS-CoV (79,5 %) i koronavirusom netopira (96 %). Zbog toga se smatra da porijeklo virusa vjerojatno dolazi od netopira, iako porijeklo od pangolina nije isključeno.
Prijenos s čovjeka na čovjeka potvrđen je tijekom pandemije novog koronavirusa. Prenosi se uglavnom putem respiratornih kapljica od kašljanja u rasponu od oko 1,8 m. Moguće se zaraziti i indirektno preko kontaminiranih površina. Preliminarna istraživanja pokazuju da virus može ostati održiv na plastici i čeliku do tri dana, ali ne opstaje na kartonu dulje od jednog dana ili na bakru dulje od četiri sata; virus se inaktivira sapunom, koji destabilizira njegov lipidni (zaštitni) sloj.
SARS-CoV-2 se jedino može reproducirati ulaskom u živu stanicu. Kada virus uđe u tijelo, obično odlazi u pluća, slezenu ili utrobu. Pluća su obložena milijardama epitelnih stanica. Virus se povezuje na specifičan način receptor stanične membrane kako bi unio svoj genetski materijal. Nakon što se SARS-CoV-2 virion pričvrsti na ciljanu stanicu, stanična proteaza TMPRSS2 razreže šiljasti protein virusa, izlažući fuzijski peptid. Tada virion oslobađa RNK u stanicu, prisiljavajući je da stvara kopije virusa koji se diseminiraju kako bi inficirao više stanica. SARS-CoV-2 proizvodi najmanje tri faktora virulencije koji promiču izbacivanje novih viriona iz stanica domaćina i koče imunološki odgovor. Broj zaraženih stanica raste eksponencijalno. Nakon otprilike 10 dana milijuni tjelesnih stanica se zaraze, a pluća vrve milijardama virusa.

## Dijagnoza
Prema trenutnoj procjeni, sam boravak u rizičnom području nije dovoljan da bi se opravdao test. Nisu svi kojima curi nos ili kašlju zaraženi virusom SARS-CoV-2. Tko ima simptome virusne pneumonije „nejasnog uzroka", tko ima upadljive simptome kao što su kašalj, groznica i nedostatak daha, a imao je kontakt sa zaraženom osobom ili je bio u posebno pogođenom području – taj spada u slučajeve za koje se osnovano sumnja da su zaraženi novim virusom. Pacijentu se u većini slučajeva uzima bris iz grla ili iz grla i nosa. Ako postoji osnovana sumnja, preporučuje se ne samo uzimanje uzoraka iz gornjih dišnih puteva, već i iz dubokih dišnih puteva, koji se dobivaju iskašljavanjem. Sam test traje oko pet sati, plus vrijeme transporta do laboratorija. Rezultati su obično dostupni tijekom dana testiranja, a pacijenta obavještava liječnik.
Ako je rezultat pozitivan, pored pacijenta odmah se obavještavaju i nadležne vlasti. Zatim eventualno slijedi smještaj u bolnici s posebno predviđenim izolacijskim prostorijama i zaštitnim mjerama. Ako je tijek bolesti blag, pacijenti mogu ostati i u kućnoj izolaciji sve dok postoji opasnost od širenja zaraze. U načelu rezultati testa su jasni, ali ni negativan rezultat ne isključuje u potpunosti moguću infekciju koronavirusom. Ako su uzorci uzeti u pogrešno vrijeme ili su pogrešno tretirani, može doći do krivog rezultata. To je jedan od razloga zbog kojeg se sumnjivi pacijenti testiraju nekoliko puta.

## Prevencija

### Ostale epidemiološke mjere
Prevencija je slična kao i kod ostalih tipova gripe gdje potrebno imati adekvatnu higijenu ruku, sigurnu prehranu i izbjegavati bliski kontakt sa svima koji pokazuju simptome respiratornih bolesti poput kašlja i kihanja.
Vakcina protiv SARS-CoV-2 se ne očekuje do najmanje 2021. godine, stoga ključni dio upravljanja pandemijom COVID-19 jest smanjivanje epidemiološke krivulje, to jest smanjivanje broja slučajeva na vrhuncu epidemije. To omogućava zdravstvenom sustavu da se nosi s pandemijom i ne bude zagušen.

#### Pranje ruku
Centri za kontrolu i prevenciju bolesti preporučuju redovno pranje ruku sapunom najmanje 20 sekundi posebno nakon odlaska u toalet, prije jela, i nakon ispuhivanja nosa, kašljanja ili kihanja. Ako sapun nije dostupan, onda se preporučuje bilo koje sredstvo za pranje ruku s najmanje 60 % alkohola.

#### Respiratorna higijena
Zdravstvena tijela preporučuju pojedincima da pokrivaju usta i nos maramicom tokom kašljanja ili kihanja (koju bi trebalo odmah odložiti), ili rukavom ako maramica nije dostupna.
Pojedincima koji mogu biti zaraženi savjetuje se nošenje kirurške maske. Maske za lice mogu ograničiti jačinu i put putovanja kapi koje se raspršuju tijekom razgovora, kihanja i kašljanja. Svjetska zdravstvena organizacija je izdala najbolje prakse za upotrebu maski:
- Pažljivo stavite masku tako da prekrije usta i nos i vodite računa da ne postoje praznine između vašeg lica i maske.
- Izbjegavajte dodirivanje maske dok ju koristite; ako to radite, očistite ruke pranjem ruku sapunom ili trljanjem sredstvom za dezinfekciju ruku na bazi alkohola.
- Zamijenite masku novom ako je vlažna i ne koristite maske za jednokratnu upotrebu više puta.
- Skinite masku sa stražnje strane (ne dodirujte prednju stranu maske); odbacite odmah u zatvoreni kantu; očistite ruke pranjem ruku sapunom ili trljanjem sredstvom za dezinfekciju ruku na bazi alkohola.

#### Fizičko distanciranje
Socijalno distanciranje je način na koji ljudi mogu spriječiti blisku i čestu interakciju s drugima kako bi se prestala širiti zarazna bolest, u ovom slučaju koronavirus. Škole i druga mjesta okupljanja, poput kina i kazališta, se zatvaraju, a sportski događaji i vjerska okupljanja otkazuju. Karantena odvaja i ograničava kretanje ljudi koji su izloženi mogućoj zarazi, a traje toliko dugo da se osigura pojava simptoma ako je osoba zaražena.

#### Samoizolacija
Izolacija znači da se osoba smješta i boravi u posebnoj sobi/prostoriji radi sprečavanja širenja zarazne bolesti. Isto vrijedi i za samoizolaciju, samo se termin izolacija koristi za bolesne osobe, a samoizolacija ili kućna karantena za zdrave. Izolacija je mjera izdvajanja osobe od drugih ljudi koja se primjenjuje prilikom liječenja osoba koje su bolesne i imaju simptome bolesti, u ovom slučaju su to simptomi akutne respiratorne infekcije (barem jedan od sljedećih simptoma: povišena tjelesna temperatura, kašalj, kratak dah odnosno poteškoće s disanjem) uz ispunjene epidemiološke kriterije (boravak u zemljama koje su zahvaćene epidemijom ili bliski kontakt s osobom koja je vjerojatan ili potvrđen slučaj bolesti). Osobe za koje zdravstveni djelatnik postavi sumnju na infekciju virusom COVID-19 hospitaliziraju se uz primjenu mjera izolacije, dijagnostike i liječenja.
Samoizolacija je posebna mjera zdravstvene zaštite koja se provodi temeljem odluke ministra zdravstva. Primjenjuje se za zdrave osobe (bez simptoma) koje se bile u bliskom kontaktu s oboljelim osobama ili su unazad 14 dana boravile u područjima/zemljama s lokalnom ili raširenom transmisijom (prijenosom) koronavirusnom bolesti COVID-19 u trajanju od 14 dana od napuštanja zahvaćenog područja ili doticaja s oboljelom osobom. Osnovno pravilo je da treba ostati kod kuće (u kućnoj karanteni, strani državljani u organiziranoj karanteni) i izbjegavati fizički bliski kontakt s drugim ljudima. Vrijeme trajanja zdravstvenog nadzora odnosno samoizolacije je 14 dana, zato što inkubacija COVID-19 bolesti (od zaraze do pojave simptoma) može trajati od 2 do 14 dana.

## Liječenje
Nakon izbijanja epidemije u Kini i na temelju iskustava u toj zemlji, Svjetska zdravstvena organizacija u ožujku 2020. godine bila objavila privremene stručne smjernice za liječenje teške respiratorne infekcije COVID-19. Kod blagih oblika bolesti predloženo je u tim smjernicama simptomatsko liječenje, uz liječnički nadzor i poduzimanje mjera da se zaraza ne bi od takvih bolesnika dalje širila. Kod teških oblika infekcije predložen je tretman davanjem kisika, po potrebi nadoknađivanjem tekućina a kod najtežih oblika stavljanjem pacijenta na respiratore. Preporučeno je da se daju antibiotici u slučajevima kada postoji sumnja na dodatne infekcije drugim mikroorganizmima.
U smjernicama Svjetske zdravstvene organizacije od 27. svibnja 2020. god. daje se preporuka protiv korištenja profilakse davanjem antibiotika kod zaraženih s blažim oblikom COVID-19 infekcije, a kod onih s težim oblikom je preporučeno davati antibiotike tek ako postoji klinička sumnja u bakterijsku infekciju.
Rani rezultati iz Kine su ukazivali da su sekundarne infekcije kod nove epidemije rijetke, ali su podatci iz drugih zemalja već u travnju ukazivali da tome ipak nije tako. Do kraja travnja 2020. godine bili su dostupni i dodatni podatci iz Kine, prema kojima je kod oko polovice preminulih utvrđena neka dodatna infekcija, te je struka upozorila da ipak postoji visoka opasnost od smrtnosti zbog sekundarnih infekcija.
Možda zbog boljeg liječenja, u Italiji – u kojoj se epidemija prvoj razmahala nakon Kine te je ondje do sredine svibnja 2020. god. zabilježeno već preko 30.000 mrtvih u svezi epidemije – liječnici su početkom lipnja 2020. god. mogli izvijestiti o snažnom padu smrtnosti u pacijenata.
U Hrvatskoj su nakon izbijanja epidemije izdane Smjernice Klinike za infektivne bolesti „Dr. Fran Mihaljević" u Zagrebu i Hrvatskoga društva za infektivne bolesti HLZ-a za antivirusno i imunomodulacijsko liječenje oboljelih od COVID-19, te smjernice Hrvatskoga društva za infektivne bolesti HLZ-a Kliničko zbrinjavanje pacijenata s COVID-19. Ministar zdravstva je krajem 2020. godine osnovao Povjerenstvo za primjenu lijekova u liječenju i profilaksi COVID-19, koje je 8. rujna 2020. god. objavilo 1. verziju svojih Smjernica za liječenje oboljelih od COVID-19, obvezujućih za sve zdravstvene radnike u Republici Hrvatskoj.

## Broj zaraženih i smrtnost
| Ukupan broj potvrđenih slučajeva: 688 084 071 | Preminuli: 6 872 943 |
|                                               |                      |
| Ukupan broj potvrđenih slučajeva: 1 273 256   | Preminuli: 18 213    |

Pandemija se brzo proširila svijetom, a metode prikupljanja informacija o zarazi i smrtnosti se jako razlikuju od zemlje do zemlje.
Metastudija iz srpnja 2020. naglašava da su podatci o broju zaraženih koronavirusom iz raznih dijelova svijeta nepouzdani i da je teško dati dobre procjene o smrtnosti. Pretražujući istraživanja o antitijelima provedenim u raznim dijelovima svijeta studija procjenjuje prosječnu smrtnost među zaraženima u općoj populaciji od 0,68 posto.
Primijećeno je da rizik od smrti nakon infekcije virusom jako ovisi o dobi bolesnika, drugim bolestima (komorbiditetima) i cijepljenosti, a postoji i razlika vezana uz spol. Istraživanje na necijepljenim osobama iz prosinca 2020. pokazalo je da će bolest završiti smrtnim ishodom za 15 % oboljelih u dobi od 85 godina, oko 5 % u dobi od 75 godina, 1,5 % za one sa 65 godina, 0,4 % za pedesetpetogodišnjake, ali će biti ispod 0,01 % za sve mlađe od 25.
U Hrvatskoj je sredinom srpnja 2020. godine serološko istraživanje utvrdilo da je 2,4 % ispitanih imalo nekakav oblik susreta s virusom, a da je od njih tek 2 % imalo neutralizirajuća antitijela koja bi ih u tom trenutku štitila od infekcije. Zaraženih i oboljelih bilo je registrirano 3722, a umrlih 119 (3,2 %).
Prema rezultatima istraživanja u pojedinim gradovima njemačkog Instituta Robert Koch objavljenim sredinom kolovoza 2020. godine može se procijeniti da između 6 i 7,7 posto njemačkog stanovništva ima antitijela na koronavirus; ali kod čak 28 posto onih za koje je ranije serološkim istraživanjima bilo utvrđeno da su zaraženi koronavirusom, ne detektiraju se antitijela. Službeni broj umrlih povezanih sa zarazom koronavirusom u Njemačkoj 14. kolovoza 2020. godine bio je 9.211 – znatan postotak od 219.964 serološkim testiranjem potvrđenih slučajeva.

## Mjere
Dana 25. ožujka 2020. godine više od trećine svjetskog stanovništva, koje UN procjenjuje na 7,8 milijarda ljudi, pozvano je da ostane kod kuće. Većina tih zemalja i teritorija, njih oko 40 gdje žive najmanje 2,3 milijarde stanovnika, odredila je obveznu zabranu kretanja. Posebno se tu ističe Indija, zemlja od 1,3 milijarde ljudi, zatim nekoliko američkih saveznih država, među kojima Kalifornija, New York, zatim Kolumbija, Argentina, Nepal, Irak, Madagaskar i brojne europske zemlje (Ujedinjeno Kraljevstvo, Francuska, Italija, Španjolska itd.). U većini tih zemalja i teritorija postoji mogućnost odlaska na posao, u kupnju nužnih namirnica i lijekova te na liječenje. U nekim zemljama nije dozvoljeno napuštanje mjesta prebivališta, ukinut je javni prijevoz i zračni letovi.
Najmanje sedam drugih zemalja i teritorija (s ukupno više od 416 milijuna stanovnika), među kojima su Iran, Njemačka i Kanada, pozvalo je svoje stanovnike da ostanu kod kuće, ali nije poduzelo prisilne mjere. Rusija je posljednja zemlja koja je u srijedu[koju?] objavila te mjere. Najmanje 18 zemalja i teritorija (s više od 300 milijuna osoba) uvelo je policijski sat i zabranilo kretanja od večeri do jutra, poput Egipta, Bjelokosne Obale, Čilea, Filipina, BiH i Srbije. Najstroži policijski sat je na snazi u Ekvadoru, gdje je dozvoljeno kretanje samo između 5 i 14 sati.

## Posljedice

### Društvo
Pandemija novog koronavirusa COVID-19 je uzrokovala niz društveno-gospodarstvenih posljedica kao što su nestašice raznih vrsta robe, djelomično zbog paničnog kupovanja, ali i poremećaja u tvornicama i logistici. Mnoge države kao što su Sjedinjene Američke Države, Italija i Hong Kong, su posebno pogođene masovnim pražnjenjem polica u tržnim centrima, posebno kada je riječ o hrani, toaletnom papiru i flaširanoj vodi.
Saudijska Arabija je privremeno zabranila strancima ulazak u Meku i Medinu kako bi osujetila širenje novog koronavirusa. Turizam je jedna od najpogođenijih grana ekonomije, što je pogodilo i brojne zrakoplovne tvrtke. Neki analitičari smatraju da bi gospodarske posljedice mogle daleko prestići one koje su se dogodile u izbijanju epidemije SARS-a.
Iako su Sjeverna Italija (izuzetno regije: Lombardija, Emilia-Romagna i Veneto) i kineska provincija Hubei posebno pogođeni, nijedna regija nije imala akutnu oskudicu prehrambenim proizvodima zahvaljujući mjerama protiv prekomjernog kupovanja kritičnih proizvoda. U Hrvatskoj je uvedena je mjera strogog ograničavanja zadržavanja na ulicama, trgovinama i drugim javnim mjestima. 21. ožujka 2020., stožer civilne zaštite Republike Hrvatske donio i odluku o privremenoj obustavi javnog prometa u cijeloj Hrvatskoj, čime bi se spriječio porast broja zaraženih. Trajekti su vozili samo ograničeno.

### Gospodarstvo
Prvo je nastradao turizam, uključujući putničke agencije, zatim zrakoplovne kompanije. Kriza se potom prelila na druge grane gospodarstva. Pandemija koronavirusa pokrenula je veliku ekonomsku krizu koja će unazaditi društvo u narednih nekoliko godina. Kriza je nazvana “najvećim ekonomskim, financijskim i društvenim šokom 21. stoljeća”. Stručnjaci su predvidjeli kako će pandemija imati posljedice na gospodarstvo, no sve skupa to će trajati nekoliko godina. Taj šok donosi dvostruki problem. Prvi je zaustavljanje proizvodnje i lanaca opskrbe u zahvaćenim zemljama, a drugi je opadanje konzumacije koji će dovesti do pada povjerenja konzumenata. Mjere koje se donose će obuzdati širenje virusa, ali će i svjetsku ekonomiju staviti u stanje “dubokog zamrzavanja” bez presedana. Recesija će se najprije vidjeti u krizi poslovanja.
Na svjetskoj i državnoj razini sprovedene su razne mjere pomoći gospodarstvu, prije svega poduzetništvu. 
Američka Federalna banka (FED) snizila je 15. ožujka kamatne stope skoro na ništicu i pokrenula poticajni program u iznosu od 700 milijarda dolara, sve u sklopu usklađene akcije koju su pokrenule Velika Britanija, Japan, eurozona, Kanada i Švicarska. FED je najavio da će surađivati s drugim središnjim bankama na povećanju dostupnosti dolara za komercijalne banke. Slične mjere poduzete su prije, valutne swap linije i bile su važno sredstvo u održavanju financijske stabilnosti nakon bankarske krize 2008. godine. Cilj usklađena djelovanja glavnih središnjih banaka trebao bi poboljšati globalnu likvidnost snižavanjem cijena i produženjem maksimalnog roka posudbe američkih dolara. Banka Japana ublažila je monetarnu politiku obvezavši se kupiti rizičnu imovinu dvostruko većim od trenutnog tempa i najavila novi program zajma za produljenje jednogodišnjih zajmova s ništičnom stopom financijskim ustanovama. 17. ožujka (13.?) euroinstitucije za nadzor banaka (Europsko nadzorno tijelo za bankarstvo EBA i Europska središnja banka ESB) omogućile su i privremeno djelovanje ispod razine kapitala Pillar 2. Mjere obuhvaćaju i određena izuzeća u području nadzora nad adekvatnošću kapitala, odnosno vezana uz smjernice iz drugog stupa (eng. Pillar 2 Guidance), zaštitni sloj za očuvanje kapitala (eng. Capital Conservation Buffer, CCB) i koeficijent likvidnosne pokrivenosti (eng. Liquidity Coverage Ratio, LCR). Zaštitni slojevi kapitala i likvidnosti osmišljeni su da bi se bankama omogućila otpornost na stresne uvjete. ESB je smatrao da bi mjere trebale rezultirati ublažavanjem protucikličnog zaštitnog sloja glavnice (eng. Countercyclical Capital Buffer, CCyB) uz potporu od strane nacionalnih makrobonitetnih tijela. Da bi se bankama pružila neposredna likvidnosna potpora i zaštitili uvjeti na tržištu novca, ESB je donijela odluku o dodatnim operacijama dugoročnijeg refinanciranja da bi se bankama pružila neposredna likvidnosna potpora i zaštitili uvjeti na tržištu novca. Da bi se smanjio operativni pritisak na banke, EBA je donijela odluku o odgodi testa otpornosti na stres. Europsko nadzorno tijelo za vrijednosne papire i tržišta kapitala (eng. European Securities and Markets Authority, ESMA) izdala je preporuke sudionicima na financijskim tržištima u području izvještavanja. Preporučila je izdavateljima objavu stvarnih i mogućih utjecaja virusa, a na temelju kvalitativne i kvantitativne procjene, u svojim godišnjim financijskim izvješćima za razdoblje koje završava 31. prosinca 2019. (ako je moguće), ili nekako drukčije u svojim periodičnim financijskim izvještajima. Europska središnja banka lansirala je 19. ožujka hitan paket u iznosu od 750 milijardi eura da bi olakšala utjecaj pandemije koronavirusa. Njime će se otkupiti dugovi vlada i poduzeća diljem eurozone, uključujući dug iz Grčke i Italije. T.zv. Pandemijski program kupnje u hitnim slučajima došao je samo šest dana nakon što je Europska središnja banka predstavila mjere koje nisu uspjele smiriti tržišta. Shema kupovine imovine privremena je i zaključit će se nakon što Europska središnja banka ocijeni da je krizna faza coronavirusa Covid-19 završena. Shema ne će završiti prije konca 2020. godine.
Postoji europska tzv. korona investicijska inicijativa, u sklopu koje se unutar postojećih sredstava olakšava likvidnost. U Hrvatskoj je 24. ožujka uveden novi financijski instrument t.zv. zajam covid-19, te razni drugi financijski instrumenti, mikrozajmovi pod povoljnim uvjetima, produženje rokova korištenja, duži počeci, niže kamatne stope, moratoriji na rate zajmova, podignuta jamstvena lisnica i dr.
Vladine mjere protiv zatvaranja poduzeća i za smanjenje izloženosti radnika udaru koronakrize predstavlja i poziv domaćim proizvođačima i dobavljačima proizvoda na preorijentiranje proizvodnje za proizvodnju nužnih medicinskih potrepština. Oni koji su spremni smjesta preorijentirati proizvodnju, uvršteni su u katalog Ravnateljstva za robne zalihe Ministarstva gospodarstva. Katalog je čvorište preko kojeg se povezuju proizvođači međusobno (npr. proizvođači alkohola i sredstava za čišćenje) i s dobavljačima, te stvara nove poslovne kanale i tržišta na kojima je zadnjih desetljeća bilo vrlo malo domaćih hrvatskih proizvoda, pa su robne zalihe punjene uvoženom robom. Akcija je postigla uspjeh. Prva se odazvala županjska Sladorana, Saponia, Labud, Alfa Car i dr. a za dezinficijense se aktivirao cijeli niz malih proizvođača od kraft džina i piva do vinara i raznih OPG-ova. Stvorio se cijeli niz proizvođača od alkohola i dezinficijensa, te zaštitne opreme do respiratora.
Pandemija COVID-19 je u ožujku izazvao Veliko zatvaranje pri čemu je učinila najveći ekonomski impact u povijesti čovječanstva. IMF je statirao da je ovaj ekonomski pad je veći od Velike depresije.

### Obrazovanje
16. ožujka 2020., oko 510 milijuna djece i omladine ne prisustvuje nastavi u školama zbog privremenih zatvaranja u nastojanju da se spriječi širenje bolesti. Zbog velikih dnevnih migracija stanovništva između Istre i Italije Vlada Republike Hrvatske donijela je 11. ožujka 2020. godine odluku o zatvaranju vrtića, osnovnih i srednjih škola te fakulteta na području Istarske županije s ciljem sprječavanja širenja bolesti COVID-19. Ponedjeljka, 16. ožujka 2020., su zatvorene sve obrazovne institucije u Republici Hrvatskoj.

### Kultura
Jedna od glavnih posljedica pandemije je otkazivanje velike većine događaja u športu, filmskoj industriji, kao i drugim industrijama, između ostalog glazbeni festivali i koncerti, tehnološke konferencije i slično. Zbog zabrane okupljanja i otkazivanja kulturnih događanja, kulturne institucije su među prvima osjetili posljedice pandemije. Ministarstvo kulture Republike Hrvatske osniva krizni fond, kako bi kulturnim institucijama pružila financijsku potporu. Otkazani su svi kulturni događaji, npr. od velikih Eurosong.
Mnogi športski događaji su zaustavljeni ili se održavaju bez publike. NBA je zaustavio odigravanje svih utakmica nakon što je Utah Jazz obavijestio ligu da je 11. ožujka njihov centar Rudy Gobert bio pozitivan na COVID-19. McLaren je povukao svoju ekipu s prve ovogodišnje utrke Formule 1 u Australiji, nakon čega je otkazana i utrka. Ubrzo su otkazani svi športski događaji, uključujući UEFA-inu Ligu prvaka i Europsku ligu, Europsko nogometno prvenstvo i Olimpijske igre u Tokiju.

### Politika
Pojedini su kritizirali Europsku uniju zbog manjka solidarnosti s teško pogođenom Italijom. Diplomatski odnosi Japana i Republike Koreja su se pogoršali nakon što je Vlada Republike Koreje kritizirala japansku vladu zbog pasivnih napora u uspostavljanju djelotvorne samoizolacije. Američki predsjednik Donald Trump i njegovi ljudi koronavirus nazivaju "kineski virus" jer vjeruju kako je Peking propustio identificirati, zaustaviti ili upozoriti svijet na problem u počecima širenja virusa. SAD ne vjeruje u istinitost podataka koje Kina šalje svijetu. Kina je brzo odgovorila i poručila da SAD pokušava ocrniti kinesku vladu, mijenja odgovornost i traži krivca. Kineska vlada nadodaje da je tvrdnja kako je virus krenuo iz Wuhana neodgovorna i nemoralna. Uz to, podupiru teoriju zavjere kako je virus uvezen u Kinu preko američke vojske.

### Priroda
Satelitske fotografije pokazuju značajan pad zagađenja zraka iznad Kine, nakon što je epidemija koronavirusa dovela do pada industrijske proizvodnje i smanjenja putovanja. NASA je navela kako je do ove promjene, vidljive i iz svemira, došlo i zbog usporavanja ekonomije, do kojeg su dovele mjere uvedene zbog suzbijanja koronavirusa. U svakom slučaju, vidljivo je da su se razine dušikova dioksida, koji nastaje izgaranjem u vozilima elektranama i tvornicama, spustile, nakon uvođenja karantene u cijeloj regiji oko grada Wuhana, iz kojeg je krenula epidemija koronavirusa. Znanstvenici su ranije otkrili da je koronavirus u Kini u samo dva tjedna sredinom veljače izbrisao najmanje četvrtinu emisija stakleničkih plinova. Zatvaranje tvornica i naputak građanima da ostaju u domovima doveli su do naglog pada u izgaranju fosilnih goriva, procesa koji je najveći proizvođač stakleničkih plinova. Pad zagađenja najprije je uočen oko Wuhana, no trend se ubrzo proširio na cijelu Kinu. Emisija ugljikova dioksida u tijekom veljače 2020. u Kini smanjila za najmanje 100 milijuna kubnih tona. To je gotovo šest posto globalne emisije u odnosu na isto razdoblje prošle 2019. godine.
Znanstvenici koji proučavaju dubinska kretanja i signale izvijestili su o padu seizmičkog šuma, odnosno vibracija u kori planeta, a što bi mogla biti posljedica prekida prometnih mreža i drugih ljudskih aktivnosti. Ovakav pad seizmičke buke obično događa samo nakratko oko Božića. Naime, vibracije koje proizvode vozila u pokretu i neprekinut rad industrijskih strojeva uzrokuju manja pomicanja Zemljine kore isto kao i prirodni događaji poput potresa. Iako su učinci pojedinačnih izvora mali, zajedno stvaraju jači pozadinski šum zbog čega seizmolozi teže otkrivaju druge signale koji se javljaju u istoj frekvenciji.

## Vanjske poveznice
- O COVID-u 19 na službenim stranicama Svjetske zdravstvene organizacije (eng.)
- Vlada Republike Hrvatske, Sve što trebate znati o zaštiti od koronavirusa  Arhivirana inačica izvorne stranice od 25. ožujka 2020. (Wayback Machine)

|  | Molimo pročitajte upozorenje o korištenju medicinskih informacija. Ne provodite liječenje bez savjetovanja s liječnikom! |